# Szuwar jeżogłówki gałęzistej
Szuwar (zespół) jeżogłówki gałęzistej (Sparganietum erecti) – zespół roślinności słodkowodnej budowany głównie przez jeżogłówkę gałęzistą.

## Charakterystyka
Szuwar zajmujący stosunkowo płytkie wody stojące lub wolno płynące (do 1 m głębokości, przeciętnie ok. 0,5 m) – od starorzeczy i zbiorników astatycznych po strefę litoralną jezior. W większych zbiornikach sąsiaduje z głębiej położonymi szuwarami pałkowymi lub trzcinowymi z jednej strony i szuwarami ze związku Magnocaricion z drugiej. Rozległe płaty tworzy rzadko. Wymaga wód i podłoży stosunkowo żyznych (jeziora eutroficzne, zbiorniki śródpolne). Podłoże organiczne (torfiejące) lub mineralno-organiczne.
Występowanie
W Polsce pospolite na terenie całego kraju.
Charakterystyczna kombinacja gatunków
ChAss.: jeżogłówka gałęzista (Sparganium erectum).
ChAll.: tatarak zwyczajny (Acorus calamus), sitowiec nadmorski (Bulboschoenus maritimus), łączeń baldaszkowy (Butomus umbellatus), kropidło wodne (Oenanthe aquatica), rzepicha ziemnowodna (Rorippa amphibia), strzałka wodna (Sagittaria sagittifolia), oczeret jeziorny (Schoenoplectus lacustris), jeżogłówka pojedyncza (Sparganium emersum), jeżogłówka gałęzista (Sparganium erectum).
ChCl.: żabieniec babka wodna (Alisma plantago-aquatica), ponikło błotne (Eleocharis palustris), skrzyp bagienny (Equisetum fluviatile), manna mielec (Glyceria maxima), trzcina pospolita (Phragmites australis), szczaw lancetowaty (Rumex hydrolapathum), oczeret Tabernemontana (Schoenoplectus tabernaemontani), marek szerokolistny (Sium latifolium), pałka szerokolistna (Typha latifolia).
Typowe gatunki
Charakterystyczna kombinacja gatunków zbiorowiska ma znaczenie dla diagnostyki syntaksonomicznej, jednak nie wszystkie składające się na nią gatunki występują często. Dominantem jest oczeret jeziorny. Inne częściej występujące gatunki to: trzcina pospolita, skrzyp bagienny, oczeret jeziorny, manna mielec, żabieniec babka wodna, grążel żółty, żabiściek pływający, rzęsa trójrowkowa i rzęsa drobna.